# Polyplectropus ulmeriana
Polyplectropus ulmeriana is een schietmot uit de familie Polycentropodidae. De soort komt voor in het Neotropisch gebied.